# 第31号交响曲 (莫扎特)
D大調第31號交響曲，目录第297號，別名《巴黎》，莫扎特生涯中期知名的一首交響曲，在他的交響曲創作軌跡上則屬於晚期作品。

## 歷史

### 創作背景
此曲作於1778年，彼時22歲的莫扎特恰在巴黎求職，過程不甚順利。

### 首演
1778年6月18日，於巴黎「精神音乐会」（Concert Spirituel）演出，受到歐洲媒體的好評。8月15日，在同一系列的音樂會中再次演出，莫扎特改寫了第二樂章，以 
 拍子的行板替代了本來的 
 拍子小行板。這個改變受到了聽眾的歡迎，作品在接下來的二年間數度被演出。

### 出版
1779年2月20日，由Seiber出版。
第1版的克歇尔目录將此曲列為第297號，在第6版改號為300a。

## 分析

### 配器
八〇年代的莫扎特交響曲，多數使用萨尔茨堡式的管樂器編制，即雙簧管與法國號的組合。第31號交響曲則是罕見地動用了所有的主要管樂器：
| - 木管 - 長笛：2 - 雙簧管：2 - A調單簧管：2 - 低音管：2 | - 銅管 - 法國號：2 - 小號：2 | - 定音鼓 | - 弦樂器 |

依照工具書《管弦樂作品手冊》指示，上述之配器可簡記為"2 2 2 2—2 2 0 0—tmp—str"。豐富的管樂色彩，使此曲有別之前的交響曲創作，這也是莫扎特首次將單簧管使用在交響曲樂隊當中。在弦樂的規模方面，一如莫扎特既有的做法，並未標明在樂譜上。有關資料則記載在巴黎首演的弦樂部門人數為小提琴22人、中提琴5人、大提琴8人，與低音提琴5人。以當時的眼光看，亦是相當可觀的數量。

### 曲式
此曲共三個樂章：
1. 甚快板，
 拍子
2. 行板，
 拍子
3. 快板，
 拍子

第1樂章開始的D調上行音階（第3小節，如下例）是當時常見的「曼海姆風格」的一筆。

## 外部連結
- 《莫扎特第31号交响曲》：谱子和报道（德语），《莫扎特全集》
- 莫扎特第31号交响曲：国际乐谱典藏计划上的乐谱